# 大葉亀之進
大葉 亀之進（おおば かめのしん、1904年1月20日 - 1999年7月9日）は、宮城県刈田郡七ヶ宿町出身の遠刈田系こけし工人。生涯を稲子地区で過ごした。青年期に木工細工の技術を習得。最初は木製の食器などを制作していたが、3度の中断を経て「こけし工人」となる。90歳を超えてもこけし制作を続けた。息子の大葉富雄もこけし工人であり、本頁で言及する。

## 大葉が居住した稲子地区
大葉亀之進が生まれ育った苅田郡七ヶ宿町稲子地区は、仙台藩の藩境警備に由来し、かつては「足軽の里」として栄えた特殊な集落であった。稲子地区に移住を命じられた初代足軽の中に「大葉姓」の者がおり、これが大葉亀之進らの祖先だという。亀之進は地区の有力者の大葉安之進の曽孫として明治37年に生まれた。1878年に稲子地区は明治政府によって福島県に編入された。仙台藩主の直参を自負していた稲子の住人は猛反発し、内務省へ直訴を行うが、このときの直訴状を書いたのが大葉安之進だとされる。亀之進の名は、「万年でも長生きするように」と安之進が考えたものだった。

亀之進は安之進の膝の上に乗せられ、十手と捕り縄を持っての山の警護や、関所守り、白石川の水番などの稲子地区に伝わる伝承話を聞かされて育った。大葉安之進は1925年に89歳で死去する。父親の大葉与一郎は林業を営んだ。亀之進も成長してからは父親の仕事を継承して林業に就いた。亀之進は「テン打ちの名人」と言われ、狩猟も得意であった。

## 木地技術の伝承
1918年と1919年に、宮城県の助成により稲子地区で木地講習会が開催され、木地の技法が伝承された。これは現在でいう「村おこし」に似たイベントで、同様の講習会は同時期に七ケ宿街道の滑津や、県内の遠刈田、弥治郎や大和町の嘉太神などでも開催された。稲子地区での講習会では遠刈田の名工の佐藤松之進(1875-1942年)を招いて、12名がこけしや玩具といった木製民芸品の制作を学んだが、業として成り立つに至った者は極めて少なかった。講習会ののちも木地挽きを継続したのは大葉亀之進だけであった。その亀之進でさえ、林業の傍ら断続的に木地挽きを行う程度で、当初はお盆や器などの食器も制作していたが、やがてこけし専業となった。佐藤豊七郎という人物も亀之進と一緒に講習会を受講したとされるが、佐藤豊七郎作として残された「こけし」は、面相など筆法が亀之進と同一であり亀之進の代筆の可能性が高いとされている。

## 稲子地区の衰退
稲子地区には、炭焼きや林業、狩猟などを生活の糧とする人が多く、1960年には最多となる127人の人口を記録する。しかし、その後石油への燃料の変化などにより集落の仕事が失われ、稲子地区の衰退が始まった。その頃にやっと稲子地区に電話と電気が繋がった。1980年代後半までは稲子峠の町道には除雪車が入らず、冬は稲子で急病人が出ても峠を越えることが出来ず、そのまま放っておかれることもあった。最盛期には牛20頭ほどに荷物を載せた何人もの行商人が稲子地区を毎日訪れていたが、1997年頃には週に1回の軽トラック1台の訪問販売になっていた。採算割れの訪問販売であったが、亀之進は行商人にお茶を出して出迎えたという。亀之進は稲子地区の区長も務めた。1997年の稲子地区の住人は6人だけで平均年齢は77.8歳、最長老は92歳の亀之進だった。

## 評価
亀之進が作った「こけし」は、流派的に遠刈田（蔵王町）系のこけしとされ、左右均整の素朴でひなびた表情や胴体の優雅な紅菊の模様が特徴とされた。製作年代によって変化に富むのも特徴であるが、1960年代以前の初期の作品は制作本数が少ない。作風や制作時期によって、下記の5つのグループに分けられる。1970年前後より目の位置が頭部中心より上方に移動し作風が変わっている。こけしの底には「稲子」「大葉作」制作年の記載や、胴体下部に「大葉亀之進」「満〇〇才」などの記載が見られる。自宅裏に10平方メートルほどの工房を構えていた。1997年には、「全日本こけしコンクール」で「伝統こけし無審査工人」の一人として作品が展示されるほどの名匠となり、全国でも最長老のこけし工人であった。自分の作品を「稲子こけし」と呼んでいた。1997年当時で、長さ40センチの製品で1体1万円で取引され、全国からの注文で年間100体近くを販売していた。晩年の1997年(92歳)ときには腕が落ちたことを嘆いていたが、それでも全国のこけしファンから年賀状が300枚届いた。
1. こけし制作を開始した初期の作品（1919年頃。程なく制作中断）
2. 戦前のこけし制作再開時の作品（1941年頃より制作再開。のちに制作中断）
3. 戦後のこけし制作再開時の作品（1958年頃より制作再開）
4. 1963年頃からの作品
5. 1973年頃からの作品

## 日々の生活
大葉家には、方々から「こけし」を買う客が訪れ、息子の妻が山菜や川魚などの手料理で接客したとされる。大葉亀之進は子供に恵まれ、子ども9人に孫17人、ひ孫も13人おり、仙台や古川で生活する子供たちの家を訪れることもあったが、3日も滞在するとこけし作りの仕事が気になって稲子に帰ろうとした。晩年は息子夫婦との3人生活だったが、正月には孫やひ孫が大葉宅に集まって賑やかなひと時を過ごすこともあった。亀之進は子供たちが集まるのを12月から楽しみにしていたという。風呂は薪で沸かし、水は川や井戸の水をポンプでくみ上げて生活した。家の敷地内には沢の水が流れ、その水でイワナを飼育していた。飼っていたイワナの中には、30年近く経った全長60-70センチの個体も居た。
91歳になった1996年頃には町のデイサービスを一時期利用したことがあったが、「おれは元気だ。デイサービスはまだ早い」といってサービスの利用を断った。曽祖父の大葉安之進のことは高く評価しており、酒も煙草もしない偉い人間であったと語っている。亀之進も安之進を見習って35歳までは酒は飲まないようにしたが、稲子地区の区長をするようになって付き合いでの飲酒を始めてしまい、安之進に申し訳ないと思っていた。
1999年(平成11年)7月9日に96歳で死去。亡くなる前日までこけし作りを続けた。

## 後継者
亀之進の後継者は2人いる。1人は長男の大葉富男であり(後述）、もう1人は桜井良雄(1941年-）である。桜井良雄は宮城県刈田郡滑津の生まれで1970年頃より亀之進の指導を受けた。1973年に独立。

## 大葉富男
大葉富雄 (おおば とみお、1926年10月9日-)は40歳を超えてからこけし工人となった。亀之進と同じように、大葉富男も稲子の区長を務めた。冬季の生活必需品は大葉富男の妻が、事前に町役場に購入希望物品のリストを連絡し、町の職員が手配して町保有の雪上車を使って月に2-3回町から大場宅前まで運んでいた。1980年代に山形県高畠町に土地を購入して一家で移住しようとしたことがあったが、亀之進が「俺は伊達政宗の山守。絶対に出て行かねぇ」と譲らず実現しなかった。1996年まで冬の間は郵便配達もしていた。稲子峠が除雪されない頃は、スキーやかんじきを履いて8km離れた湯原地区の郵便局まで毎日4時間かけて往復した。1997年ごろは妻が稲子で最も若い住人で（当時68歳）、地区の老人の世話役をしていた。1999年に父親亀之進が死去する。2007年10月、大葉富雄宅で「町政懇談会」が開催され、梅津輝雄町長より冬季の集落外移住生活が提案されたが、「町政懇談会」に参加したのは大葉夫妻2人だけであった。大葉夫妻以外の全員が冬季は稲子を去り町で生活することを決めた。また山形県米沢市に住む長男は、米沢市の自宅を改装して2世帯同居ができるようにしたが、大葉富雄夫妻は今になって大場亀之進の稲子を離れようとしなかった気持ちが判るとして、同居の話を断った。2010年、妻が脳内出血となり後遺症の麻痺により身の回りの生活に不自由が発生するようになった。そのため、2012年から東京と埼玉に住む娘2人が2週間交代で稲子に滞在し家事介助をするようになった。米沢市の長男も買い物や病院送迎のために週に1回稲子を訪れるようになった。2011年、七ヶ宿町は稲子地区への町道の除雪費用節減と吹雪のときの救急患者搬送の困難より、冬季は稲子地区を離れて老人施設や空いている町営住宅で生活するように改めて要請した。除雪作業回数の削減により事実上冬季は稲子で生活できなくなり、住人全員が冬季は山を下りて町で生活することになった。2012年には住人の数が1桁となったが、2013年現在も大葉家には亀之進が書いた木地講習会の資料や図面である「木地細工製作寸法張」が残されていた。2008年頃までのこけし作品が認められているが、2015年には加齢によりこけし制作を止めている。同年、長年の消防団活動による消防功労として高齢者叙勲で瑞宝単光章受賞する。2017年夏、91歳になった大葉富男は、88歳になる妻の介護のこともあり、稲子を離れて町の中心部にある特別養護老人ホームに入ることになった。施設入所後は、毎日のように「稲子に帰りたい」と漏らして妻を困らせたという。

### 評価
昭和47年以降の大葉亀之進の作風に似る。初期の作品の彩色は稚拙であったがその後上達が見られる。亀之進と違ってこけし制作は林業や郵便配達の間の副業であり、制作本数は多くない。他の仕事が出来ない冬季を中心にこけし制作をしていた。亀之進と一緒にこけしを制作していた時期にも、自ら亀之進の域に達していないことを認めている。亀之進の晩年の作風の変化に伴い、大葉富男の作風も同様に変化している。亀之進の死後は目立った変化はないが、晩年にはこけしの表情に筆の衰えが目立つようになった。作品のこけしの背面には、「大葉富男」と記載されており、「稲子」などの記載はない。